# John Clive
Pour les articles homonymes, voir Clive.
John Clive est un écrivain et un acteur britannique, né le 6 janvier 1933 à North London et mort le 14 octobre 2012 en Angleterre. Il est surtout connu pour ses best-sellers de fiction historique et sociale tels que KG200 et Borossa.

## Biographie et carrière

### Théâtre
Clive commence sa carrière d'acteur sur la scène West End à l'âge de quinze ans. Il joue notamment dans les pièces Absurd Person Singular (en), The Wizard of Oz (en), Under Milk Wood et The Bandwagon au Mermaid Theatre (en), ainsi que dans The Winslow Boy (en), Young Woodley et Life With Father (en).

### Cinéma et télévision
Au cinéma, John Clive a notamment prêté sa voix au personnage de John (Lennon) dans le film d'animation Yellow Submarine puis est apparu dans le film Orange mécanique, réalisé par Stanley Kubrick, où il incarne le comédien de théâtre provoquant Alex (Malcolm McDowell).

### Littérature
En 1977, Clive coécrit avec J.D. Gilman le roman historique KG200 au sujet d'une unité secrète de la Luftwaffe durant la Seconde Guerre mondiale. Cet ouvrage devient un best-seller international. Son œuvre suivante, The Last Liberator, sort en 1980 et reçoit des critiques positives. Barbarossa, publié en 1981, est également bien accueilli. En 1983, Broken Wings connaît un succès semblable à celui de KG200.
Clive coécrit Ark avec Nicholas Head en 1986 ; cette œuvre de fiction reçoit aussi des critiques positives. Sa dernière œuvre, The Lions' Cage, paraît en 1988.

### Mort
Clive meurt après une courte maladie le 14 octobre 2012 en Angleterre, quelques mois avant son 80e anniversaire.

## Filmographie incomplète

### Au cinéma
- The Magnet (1950) :
- Smashing Time (1967) :
- The Mini-Affair (1967) : Joe
- Yellow Submarine (1968)[5] : John Lennon (voix)
- L'or se barre (1969) : gérant du garage
- A Nice Girl Like Me (1969) : Supermarket Shopper
- Tintin et le Temple du Soleil (1969) : Thomson (voix anglaise, non crédité)
- Carry On Henry (1971) : Court Dandy (scènes retirées)
- Orange mécanique (1971)[5] : acteur de théâtre
- Four Dimensions of Greta (1972) : Phil le Grec
- Straight on Till Morning (1972) : Newsagent
- Go for a Take (1972) : Hotel Waiter
- Carry On Abroad (1972)[5] : Robin
- Tiffany Jones (en) (1973) : Stefan
- Carry On Dick (1974) : Isaac the Tailor
- Great Expectations (1974) : Mr. Wopsle
- Never Too Young to Rock (1976) : Bandsman
- No Longer Alone (1976) : Basil
- Queen Kong (1976) : comédien
- Quand la Panthère rose s'emmêle (1976) : Chuck
- Hardcore (1977) : Willi
- Stand Up, Virgin Soldiers (1977) : homme en fauteuil roulant
- Rosie Dixon - Night Nurse (1978) : Grieves
- Let's Get Laid (1978) : Piers Horrabin
- La Malédiction de la Panthère rose (1978)[5] : President's Aide
- RPM (1998) : Bentley Man

### À la télévision
- The Wednesday Play (1965) : Billy Moffatt
- Watch the Birdies' (1966) : Lenny
- Z-Cars  (1967) : Fred

« Who Said Anything About the Law?: Part 1 »
« Who Said Anything About the Law?: Part 2 »
- The Saint  (1967) : Garton
- The Informer (1967) : reporter photographe
- Man in a Suitcase (1967) : clerc
- The Gnomes of Dulwich (1969), saison 1, épisodes 1 à 5
- Here Come the Double Deckers (1971)
- Father, Dear Father (1971) : le commissaire-priseur
- The Man Outside (1972) : Rosko
- The World of Cilla (1973)
- Great Expectations (1974) : M. Wopsle
- Robert's Robots (1973-1974) : Robert Sommerby / Robert Robot
- The Perils of Pendragon (1974) : Rosko
- Regan (The Sweeney) (1975) : John Frewin
- How Green Was My Valley (1975-1976), saison 1, épisodes 2 à 6 : Cyfartha
- The Galton and Simpson Playhouse (1977) : Man in Phonebox

« Naught for Thy Comfort »
- Rising Damp (1977–1978) : Gwyn / Samaritain
- Odd Man Out (1977) : reporter de télévision
- The Chiffy Kids (1978) : M. Melrose
- Rings on Their Fingers (1978) : The Salesman

« Party Mood »
- Leave It to Charlie (1979) : Andy Kirk

« Money, Money, Money »
- The History of Mr. Polly (1980), saison 1, épisodes 2 à 4 : Hinks
- The Nesbitts Are Coming (1980) : PC Emlyn Harris

« Moving Day »
« Look on the Black Side »
« Race Day »
« The Big Job »
« It's All a Game »
- A Dream of Alice (1982)
- Theatre Night (1985) : M. Dumby

« Lady Windermere's Fan »
- Screen One  (1989) : Prudoe

« One Way Out »
- T-Bag's Christmas Carol (1989) : Giles Pickens
- The 10 Percenters  (1996) : Terry

« Surprise »

### Œuvres littéraires
- (en) John Clive et J. D Gilman, KG 200 : a novel, Simon and Schuster, 1977, 317 p. (ISBN 978-0-671-22890-3)
- (en) John Clive, The Last Liberator, Hamlyn, 1980, 253 p. (ISBN 0-600-20022-1)
- (en) John Clive, Borossa, Delacorte Press, 1981, 294 p. (ISBN 978-0-440-00433-2)
- (en) John Clive, Broken Wings, Granada, 1983, 416 p. (ISBN 978-0-586-05582-3)
- (en) John Clive et Nicholas Head, Ark, Penguin, 1986, 334 p. (ISBN 978-0-14-007727-8)
- (en) John Clive, The Lions Cage, Penguin, 1988, 286 p. (ISBN 978-0-14-009289-9)

### Autres
Documentaires
- Hamlet: The Video (1992)
- The Adventures of Young Indiana Jones: Espionage Escapades (2007)

Scènes supprimées
- Carry On Henry / US: Carry on Henry VIII (1971) : « Plotter »